# Élections au Cambodge
Les premières élections au Cambodge ont lieu après la Seconde Guerre mondiale, alors que la France affaiblie doit démocratiser les instances du Protectorat. 
Elles vont ensuite se succéder sous différentes formes, suivant les types de gouvernements que le pays va connaître.

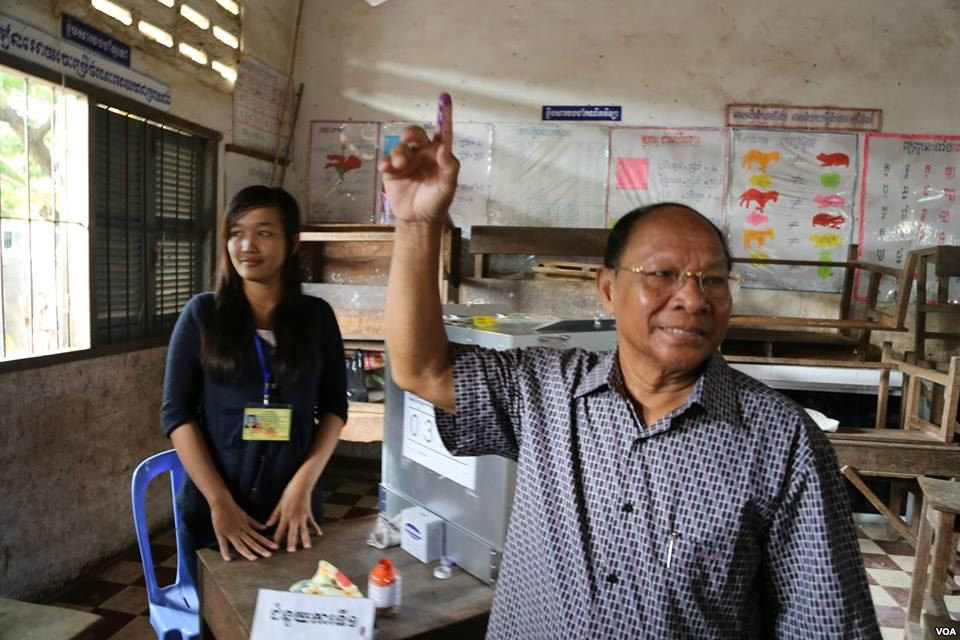
En 2013, Heng Samrin, alors président de l'Assemblée nationale, vient de déposer son bulletin dans l’urne dans sa circonscription de Kompong Cham.

## Élections législatives
Depuis 1946, des élections ont régulièrement lieu au Cambodge.

### Fin de la période coloniale (1945 - 1953)
Après la Seconde Guerre mondiale, la débâcle française de 1940 et les épisodes peu glorieux de la guerre franco-thaïlandaise de 1940 et 1941, puis du coup de force japonais de 1945 imposaient au pouvoir colonial de modifier ses relations avec ses possessions de l’Indochine et de leur accorder un minimum d’autonomie. C’est dans ce contexte que le Cambodge se voit octroyer une constitution et une assemblée dont le rôle reste toutefois consultatif.
Concernant les formations représentées, la plupart se contentent de soutenir les réseaux de clientélisme mis en place par leurs dirigeants respectifs. Seul le Parti démocrate se démarque par un réel programme politique incluant la mise en place d’un État indépendant claqué sur la Quatrième République française. De telles vues ne peuvent qu’irriter le pouvoir colonial peu enclin à se retirer. Ces derniers bénéficient d’un allié de poids en la personne du jeune roi Norodom Sihanouk, peu enthousiasmé par le rôle de pure figuration qu’on veut lui faire jouer. Si finalement la formation démocrate obtient la majorité absolue dans toutes les assemblées élues durant la période concernée, son action est contrariée par des dissolutions à répétition du parlement et la mise en place à plusieurs reprises de l’état d'urgence qui permet au roi de gouverner sans en référer aux députés. Finalement le monarque coupera l'herbe sous le pied des démocrates en faisant sienne leurs idées autonomistes mais sans les associer à son action. Ce sera en définitive lui qui obtiendra seul l’indépendance de son pays en 1953.

### Royaume du Cambodge (1953-1970)
Dès 1955, Norodom Sihanouk abandonne son trône pour mieux se consacrer à la politique et créer sa propre formation, le Sangkum Reastr Niyum, qui monopolisera les sièges à l’assemblée et le pouvoir pendant une quinzaine d’années. Même si dans les textes l’opposition reste tolérée, dans les faits ses militants sont soit fortement incités à rejoindre le parti majoritaire soit condamnés au silence ou à la clandestinité.
Ce régime prend fin le 18 mars 1970, quand Norodom Sihanouk est déposé par l'assemblée élue en 1966 et essentiellement composée d'éléments de l’aile droite de son mouvement. Ces derniers proclament, le 9 octobre de la même année, la République khmère.

### République khmère (1970 - 1975)
Après des élections présidentielles qui virent la victoire du maréchal Lon Nol, les Cambodgiens devaient retourner aux urnes le 3 septembre 1972, pour choisir une nouvelle assemblée.
Alors qu’il paraissait clair que le scrutin avait toutes les chances d’être émaillé d’irrégularités visant, avec le soutien de l’armée, à assurer la victoire du parti présidentiel, les deux principales formations d'opposition décidèrent de se retirer de la course et seules 10 des 126 circonscriptions présentèrent plusieurs candidats. Il s'ensuivit une victoire écrasante du Parti social-républicain.

### Kampuchéa démocratique (1975 - 1978)
À la suite de la promulgation par les dirigeants khmers rouges d'une nouvelle constitution le 5 janvier, des élections eurent lieu le 20 mars 1976 en vue d'élire les 250 députés de la nouvelle Assemblée des Représentants du peuple.
Cette assemblée ne fut convoquée qu'une seule fois, du 11 au 13 avril 1976, occasion durant laquelle elle entérina la démission de Norodom Sihanouk à la tête de l'État et son remplacement par Khieu Samphân, ainsi que l'acceptation d'un nouveau gouvernement dirigé par un représentant des ouvriers des plantations d'hévéa du nom de Pol Pot; il s'agit de la première référence à ce surnom derrière lequel se cachait en réalité Saloth Sar.

### République populaire du Kampuchéa (1979 - 1991)
Des élections législatives ont eu lieu le 1er mai 1981. Le Parti révolutionnaire du peuple khmer, seul parti en lice rafle sans surprise les 117 sièges en jeu.

### État du Cambodge puis Royaume du Cambodge (depuis 1991)

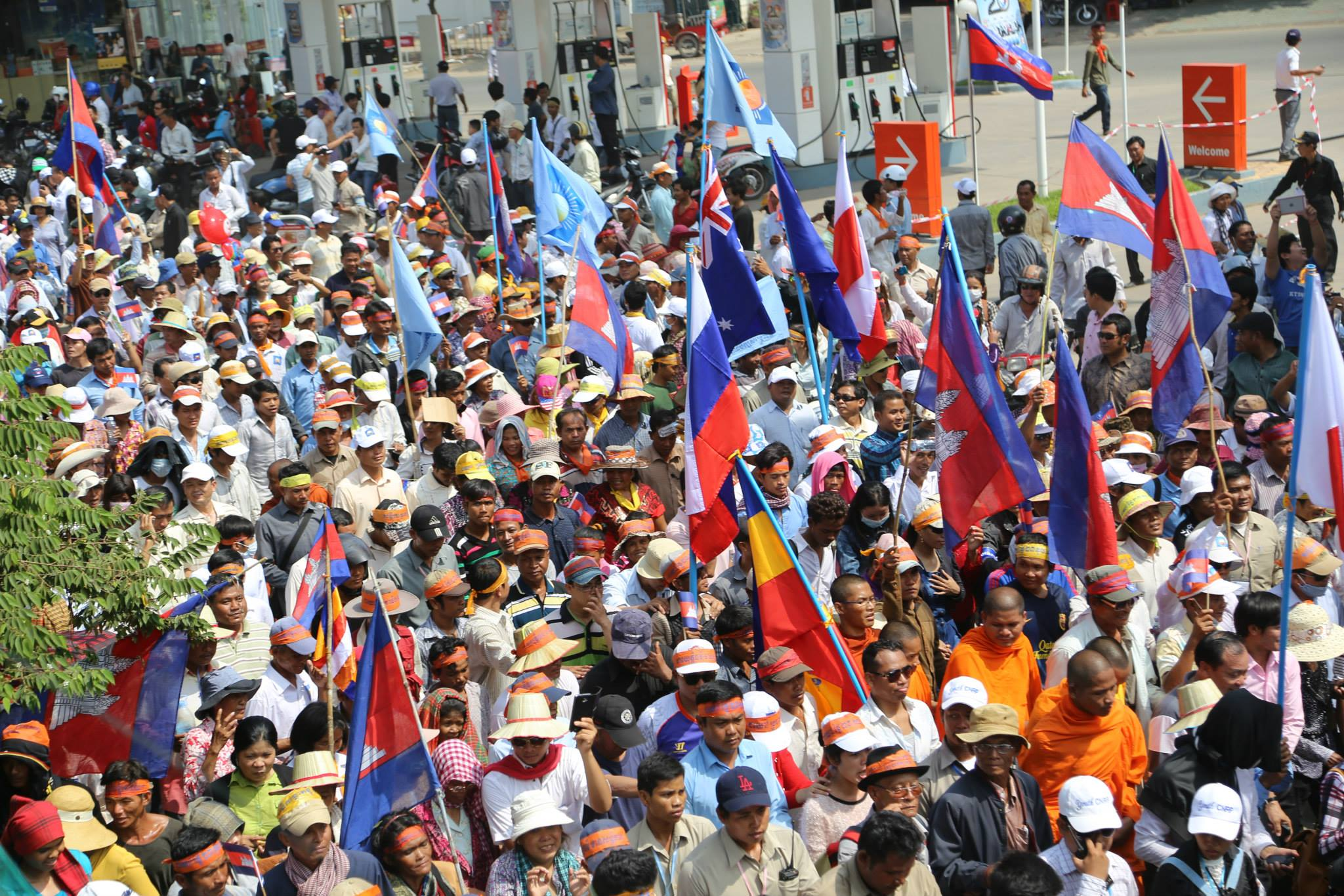
Après les élections législatives de 2013, les partisans du Parti du sauvetage national du Cambodge contestent les résultats lors de manifestations qui dureront jusqu’à l’été 2014.

Conformément aux accords de Paris du 23 octobre 1991, l'Autorité provisoire des Nations unies au Cambodge avait dans ses missions « l'organisation et la tenue d'élections libres et régulières ».
Mais si l’Organisation des Nations unies a mis en place des institutions basées sur des modèles occidentaux, elle n’a pas voulu tenir compte des réalités du terrain, notamment le fait que par son histoire le royaume khmer a souvent eu à composer avec des règles imposées par l’étranger voire à les contourner. De fait, suivant un scénario qui semble bien huilé, les scrutins pour le choix des membres de l’Assemblée nationale se déroulent en deux temps. Tout d’abord, des élections sont organisées qui permettent de choisir les futurs députés ; ce premier volet montre aux pays donateurs que les institutions qu’ils ont contribué à mettre en place fonctionnent toujours, mais sitôt les résultats connus, les partis minoritaires, et ce quelle que soit leur couleur politique, rejettent le suffrage en invoquant des irrégularités, refusent toute participation dans les instances nouvellement élues et tentent de bloquer les institutions. S’ensuivent des tractations dont la longueur dépend du poids de chacun, jusqu’à ce que la crise trouve un dénouement, généralement par une distribution de postes à responsabilité.
Concernant les partis, on assiste à un resserrement des forces en présence. Alors qu’en 1993 20 formations ont pris part au scrutin, seules 8 concouraient 20 ans plus tard. De celles alors présentes dans l’assemblée constituante, seul le Parti du peuple cambodgien envoie encore des députés. Il a en effet d’abord su profiter des tractations citées plus haut pour conserver le pouvoir malgré sa défaite en 1993, puis a dû composer avec les autres partis pour le consolider aux scrutins suivants. Les autres factions, victimes de dissensions internes, ont soit obtenu des scores confidentiels ne leur permettant plus d’être présent (Front uni national pour un Cambodge indépendant, neutre, pacifique et coopératif), soit ont purement et simplement disparues (Parti libéral démocratique bouddhiste et Mouvement pour la libération nationale du Kampuchéa). En revanche, Sam Rainsy, qui avait quitté le FUNCINPEC en 1994, est apparu au fil des années, via le Parti de la nation khmère puis le Parti Sam Rainsy enfin le Parti du sauvetage national du Cambodge, comme le seul responsable à même de conduire une opposition résolue au parti au pouvoir.

## Élections locales
Les élections communales sont de création récente. Elles sont issues de la loi de 2001 sur la gestion administrative des Sangkat (« communes ») et se tiennent tous les cinq ans. Le premier scrutin a lieu en février 2002.

## Élections sénatoriales
La première chambre haute avérée au Cambodge est le conseil du royaume qui cohabitait de 1947 à 1970 avec l’Assemblée nationale. Deux de ses participants étaient choisis par le roi au sein de la famille royale, deux autres par les députés en dehors de leur chambre, huit par les parlements de provinces, enfin douze au suffrage direct par leurs catégories professionnelles respectives.
En 1972, la République khmère instaure à son tour un Sénat qui comprend 40 membres élus pour un mandat de 6 ans, renouvelables par moitié tous les 3 ans et provenant de trois collèges. Les deux premiers, qui contribuent chacun pour un cinquième des sièges, représentent l’administration civile et les forces armées ; les derniers trois cinquièmes sont élus au suffrage indirect par les régions.
Le Sénat sous sa forme actuelle est pour sa part créé par la révision constitutionnelle du 4 mars 1999. Lors de sa première législature, le 25 mars 1999, les 61 membres sont nommés par le Roi : 2 à sa discrétion, le reste sur proposition du président du Sénat et du président de l'Assemblée nationale parmi les membres des partis représentés à l'Assemblée. Leur mandat est prévu pour cinq ans, mais la première chambre sera prolongée jusqu’en janvier 2006, car la loi électorale ne sera votée que le 20 juin 2005.
Depuis, le collège électoral étant composé des membres de l’Assemblée nationale et des conseils municipaux où dans les deux cas le Parti du peuple cambodgien dispose de la majorité, la formation au pouvoir a remporté sans surprises les différents scrutins. En 2012, par exemple, il a gagné 46 des 57 sièges en jeu, n’en laissant que 11 à son adversaire du Parti de Sam Rainsy.